# Tatsuru Saito
Tatsuru Saito (en japonés: 斉藤立, Saito Tatsuru; Osaka, 8 de marzo de 2002) es un deportista japonés que compite en judo.
Participó en los Juegos Olímpicos de París 2024, obteniendo una medalla de plata en la prueba de equipo mixto. Ganó una medalla de plata en el Campeonato Mundial de Judo de 2022, en la categoría de +100 kg.

## Palmarés internacional
| Juegos Olímpicos   | Juegos Olímpicos     | Juegos Olímpicos | Juegos Olímpicos |
| Año                | Lugar                | Medalla          | Categoría        |
| ------------------ | -------------------- | ---------------- | ---------------- |
| 2024               | París (Francia)      | Medalla de plata | Equipo mixto     |
| Campeonato Mundial |                      |                  |                  |
| Año                | Lugar                | Medalla          | Categoría        |
| 2022               | Taskent (Uzbekistán) | Medalla de plata | +100 kg          |